# Denïs Malïnïn
Denïs Ïgorevïç Malïnïn (in kazako Денис Игоревич Малинин?, in russo Денис Игоревич Малинин?, Denis Igorevič Malinin; Pavlodar, 11 giugno 1983) è un ex calciatore kazako, di ruolo attaccante.